# إدوارد جيه إريكسون
إدوارد جاي إريكسون (بالإنجليزية: Edward J. Erickson)‏ هو مؤرخ أمريكي، ولد في 3 نوفمبر 1950.